# Peter Sillett
Richard Peter Tudor Sillett (ur. 1 lutego 1933 w Southampton, zm. 13 marca 1998 w Ashford) – angielski piłkarz występujący podczas kariery na pozycji obrońcy.

## Kariera klubowa
Peter Sillett piłkarską karierę rozpoczął w drugoligowym Southampton w 1950. W 1953 przeszedł do Chelsea. Z The Blues zdobył mistrzostwo Anglii oraz Tarczę Dobroczynności w 1955. Ogółem w barwach Niebieskich rozegrał 260 spotkań, w których zdobył 29 bramek. W 1962 przeszedł do amatorskiego Guildford City. W latach 1965–1973 był grającym trenerem amatorskiego Ashford United. Potem trenował jeszcze amatorskie zespoły z Hastings.
| Sezon   | Klub                | Kraj   | Rozgrywki                | Mecze | Bramki |
| ------- | ------------------- | ------ | ------------------------ | ----- | ------ |
| 1950/51 | Southampton F.C.    | Anglia | Division Two             | 21    | 0      |
| 1951/52 | Southampton F.C.    | Anglia | Division Two             | 21    | 0      |
| 1952/53 | Southampton F.C.    | Anglia | Division Two             | 39    | 4      |
| 1953/54 | Chelsea F.C.        | Anglia | Division One             | 12    | 0      |
| 1954/55 | Chelsea F.C.        | Anglia | Division One             | 21    | 6      |
| 1955/56 | Chelsea F.C.        | Anglia | Division One             | 38    | 2      |
| 1956/57 | Chelsea F.C.        | Anglia | Division One             | 30    | 2      |
| 1957/58 | Chelsea F.C.        | Anglia | Division One             | 40    | 4      |
| 1958/59 | Chelsea F.C.        | Anglia | Division One             | 38    | 7      |
| 1959/60 | Chelsea F.C.        | Anglia | Division One             | 41    | 6      |
| 1960/61 | Chelsea F.C.        | Anglia | Division One             | 37    | 2      |
| 1961/62 | Chelsea F.C.        | Anglia | Division One             | 3     | 0      |
| 1962/63 | Guildford City F.C. | Anglia | Southern Football League | ?     | ?      |
| 1963/64 | Guildford City F.C. | Anglia | Southern Football League | ?     | ?      |
| 1964/65 | Guildford City F.C. | Anglia | Southern Football League | ?     | ?      |
| 1965/66 | Ashford United F.C. | Anglia | Southern Football League | ?     | ?      |
| 1966/67 | Ashford United F.C. | Anglia | Southern Football League | ?     | ?      |
| 1967/68 | Ashford United F.C. | Anglia | Southern Football League | ?     | ?      |
| 1968/69 | Ashford United F.C. | Anglia | Southern Football League | ?     | ?      |
| 1969/70 | Ashford United F.C. | Anglia | Southern Football League | ?     | ?      |
| 1970/71 | Ashford United F.C. | Anglia | Southern Football League | ?     | ?      |
| 1971/72 | Ashford United F.C. | Anglia | Southern Football League | ?     | ?      |
| 1972/73 | Ashford United F.C. | Anglia | Southern Football League | ?     | ?      |

## Kariera reprezentacyjna
W reprezentacji Anglii Sillett zadebiutował w 15 maja 1955 w przegranym 0-1 towarzyskim meczu z Francją. Ostatni raz w reprezentacji wystąpił tydzień później w przegranym 1-3 towarzyskim meczu z Portugalią. Ogółem w reprezentacji rozegrał 3 spotkania.
3 lata później Sillett był w kadrze na mistrzostwa świata.
| Mecze i gole w reprezentacji | Mecze i gole w reprezentacji | Mecze i gole w reprezentacji | Mecze i gole w reprezentacji | Mecze i gole w reprezentacji | Mecze i gole w reprezentacji | Mecze i gole w reprezentacji |
| #                            | Data                         | Miasto                       | Przeciwnik                   | Gol                          | Wynik                        |                              |
| ---------------------------- | ---------------------------- | ---------------------------- | ---------------------------- | ---------------------------- | ---------------------------- | ---------------------------- |
| 1.                           | 15.05.1955                   | Colombes                     | Francja                      |                              | 0:1                          | towarzyski                   |
| 2.                           | 18.05.1955                   | Madryt                       | Hiszpania                    |                              | 1:1                          | towarzyski                   |
| 3.                           | 22.05.1955                   | Porto                        | Portugalia                   |                              | 1:3                          | towarzyski                   |